# Temporada 1978-79 de los San Antonio Spurs
La temporada 1978-79 fue la tercera de los San Antonio Spurs en la NBA, tras la fusión de la liga con la ABA, donde había jugado nueve temporadas, seis en Dallas y tres en San Antonio. La temporada regular acabó con 48 victorias y 34 derrotas, ocupando el segundo puesto de la conferencia Este, clasificándose para los playoffs, en los que cayeron en las finales de conferencia ante Washington Bullets.

## Elecciones en elDraft
| Ronda | Puesto | Jugador          | Posición | Nacionalidad   | Universidad           |
| ----- | ------ | ---------------- | -------- | -------------- | --------------------- |
| 1     | 20     | Frankie Sanders  | Alero    | Estados Unidos | Southern              |
| 3     | 64     | Gerald Henderson | Base     | Estados Unidos | Virginia Commonwealth |

## Temporada regular
| División Central    | División Central | División Central | División Central | División Central | División Central | División Central | División Central | División Central |
| Equipo              | G                | P                | %                | PD               | Casa             | Fuera            | Div              |                  |
| ------------------- | ---------------- | ---------------- | ---------------- | ---------------- | ---------------- | ---------------- | ---------------- | ---------------- |
| y-San Antonio Spurs | 48               | 34               | .585             | –                | 29–12            | 19–22            | 11–9             |                  |
| x-Houston Rockets   | 47               | 35               | .573             | 1                | 30–11            | 17–24            | 12–8             |                  |
| x-Atlanta Hawks     | 46               | 36               | .561             | 2                | 34–7             | 12–29            | 14–6             |                  |
| Cleveland Cavaliers | 30               | 52               | .366             | 18               | 20–21            | 10–31            | 6–14             |                  |
| Detroit Pistons     | 30               | 52               | .366             | 18               | 22–19            | 8–33             | 9–11             |                  |
| New Orleans Jazz    | 26               | 56               | .317             | 22               | 21–20            | 8–33             | 9–15             |                  |

## Playoffs

### Semifinales de Conferencia
Philadelphia 76ers vs.  San Antonio Spurs 
| Fecha       | Partido                                       | Ciudad       |
| ----------- | --------------------------------------------- | ------------ |
| 15 de abril | San Antonio Spurs 119, Philadelphia 76ers 106 | San Antonio  |
| 17 de abril | San Antonio Spurs 121, Philadelphia 76ers 120 | San Antonio  |
| 20 de abril | Philadelphia 76ers 123, San Antonio Spurs 115 | Philadelphia |
| 22 de abril | Philadelphia 76ers 112, San Antonio Spurs 115 | Philadelphia |
| 26 de abril | San Antonio Spurs 97, Philadelphia 76ers 120  | San Antonio  |
| 29 de abril | Philadelphia 76ers 92, San Antonio Spurs 90   | Philadelphia |
| 2 de mayo   | San Antonio Spurs 111, Philadelphia 76ers 108 | San Antonio  |
|             | San Antonio Spurs gana las series 4-3         |              |

### Finales de Conferencia
Washington Bullets  vs. San Antonio Spurs
| Fecha      | Partido                                       | Ciudad      |
| ---------- | --------------------------------------------- | ----------- |
| 4 de mayo  | Washington Bullets 97, San Antonio Spurs 118  | Landover    |
| 6 de mayo  | Washington Bullets 115, San Antonio Spurs 95  | Landover    |
| 9 de mayo  | San Antonio Spurs 116, Washington Bullets 114 | San Antonio |
| 11 de mayo | San Antonio Spurs 118, Washington Bullets 102 | San Antonio |
| 13 de mayo | Washington Bullets 107, San Antonio Spurs 103 | Landover    |
| 16 de mayo | San Antonio Spurs 100, Washington Bullets 108 | San Antonio |
| 18 de mayo | Washington Bullets 107, San Antonio Spurs 105 | Landover    |
|            | Washington Bullets gana las series 4-3        |             |

## Estadísticas
| Rk | Jugador         | Edad | P  | PT | MP   | TC   | TCI  | %TC  | TL  | TLI | %TL  | RO  | RD  | RT  | AS  | RB  | TAP | BP  | FP  | PTS  |
| -- | --------------- | ---- | -- | -- | ---- | ---- | ---- | ---- | --- | --- | ---- | --- | --- | --- | --- | --- | --- | --- | --- | ---- |
| 1  | Larry Kenon     | 26   | 81 |    | 36.4 | 9.2  | 18.3 | .504 | 3.6 | 4.3 | .845 | 3.2 | 6.5 | 9.8 | 4.1 | 1.9 | 0.2 | 3.7 | 2.4 | 22.1 |
| 2  | George Gervin   | 26   | 80 |    | 36.1 | 11.8 | 21.9 | .541 | 5.9 | 7.1 | .826 | 1.8 | 3.2 | 5.0 | 2.7 | 1.7 | 1.1 | 3.6 | 3.4 | 29.6 |
| 3  | James Silas     | 29   | 79 |    | 27.5 | 5.9  | 11.7 | .505 | 4.2 | 5.1 | .831 | 0.4 | 1.9 | 2.3 | 3.5 | 1.0 | 0.3 | 2.5 | 2.7 | 16.0 |
| 4  | Billy Paultz    | 30   | 79 |    | 26.9 | 5.1  | 9.6  | .526 | 1.4 | 2.5 | .588 | 2.1 | 5.8 | 7.9 | 2.3 | 0.4 | 1.6 | 2.0 | 2.6 | 11.5 |
| 5  | Mike Gale       | 28   | 82 |    | 25.9 | 3.5  | 7.5  | .464 | 1.1 | 1.3 | .843 | 0.5 | 1.8 | 2.3 | 4.6 | 1.9 | 0.5 | 1.9 | 2.3 | 8.0  |
| 6  | Mark Olberding  | 22   | 80 |    | 23.6 | 3.3  | 6.9  | .474 | 2.9 | 3.6 | .803 | 1.2 | 4.2 | 5.4 | 2.6 | 0.7 | 0.2 | 2.0 | 3.5 | 9.4  |
| 7  | Mike Green      | 27   | 76 |    | 21.6 | 3.1  | 6.3  | .493 | 1.3 | 1.9 | .701 | 1.7 | 2.9 | 4.7 | 1.5 | 0.5 | 1.6 | 1.2 | 3.0 | 7.5  |
| 8  | Coby Dietrick   | 30   | 76 |    | 19.6 | 2.8  | 5.3  | .523 | 1.0 | 1.3 | .798 | 1.2 | 3.0 | 4.1 | 2.6 | 0.9 | 0.5 | 1.2 | 2.7 | 6.5  |
| 9  | Allan Bristow   | 27   | 74 |    | 17.9 | 2.4  | 4.8  | .492 | 1.7 | 2.0 | .832 | 1.1 | 2.3 | 3.3 | 3.1 | 0.8 | 0.2 | 1.5 | 2.1 | 6.4  |
| 10 | Frankie Sanders | 22   | 22 |    | 12.0 | 2.3  | 5.8  | .394 | 1.5 | 1.9 | .780 | 0.6 | 2.1 | 2.7 | 1.6 | 0.6 | 0.1 | 1.5 | 2.0 | 6.0  |
| 11 | Louie Dampier   | 34   | 70 |    | 10.9 | 1.8  | 3.6  | .490 | 0.4 | 0.6 | .744 | 0.2 | 0.7 | 0.9 | 1.8 | 0.5 | 0.1 | 0.6 | 0.6 | 3.9  |
| 12 | Glenn Mosley    | 23   | 26 |    | 8.5  | 1.2  | 2.9  | .413 | 0.9 | 1.5 | .605 | 1.0 | 1.4 | 2.5 | 0.7 | 0.3 | 0.4 | 0.8 | 1.3 | 3.3  |

## Galardones y récords
| Jugador       | Galardón                          |
| George Gervin | Mejor quinteto de la NBA All-Star |
| Larry Kenon   | All-Star                          |